# Salsa holandesa

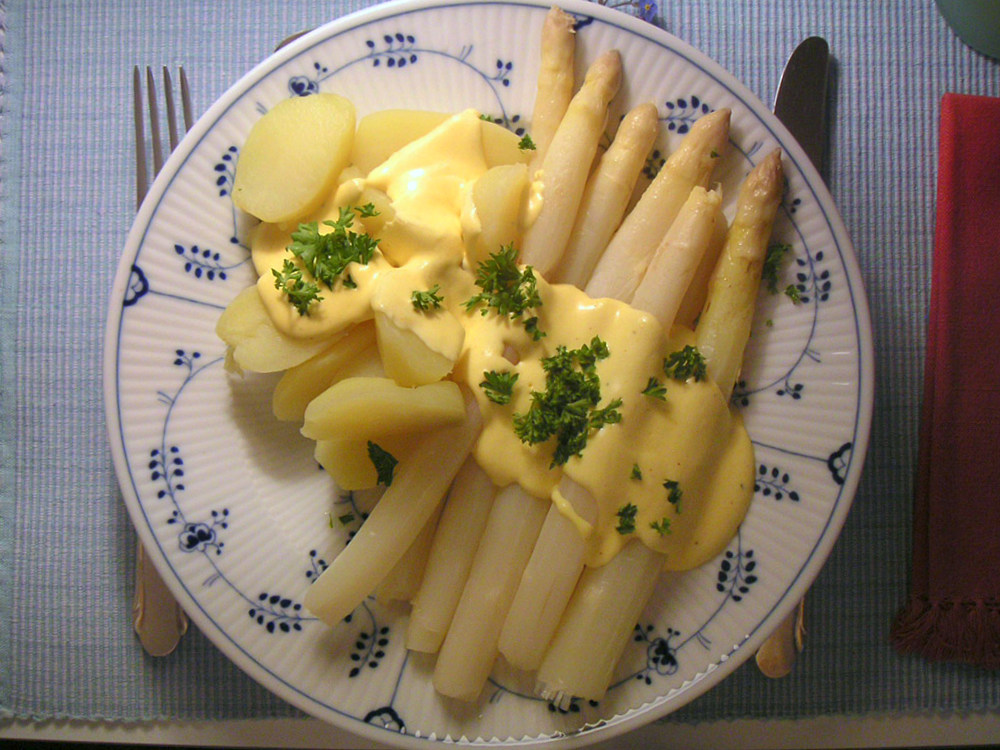
Salsa Holandesa servida sobre unos espárragos y patatas

La salsa holandesa es una emulsión elaborada con mantequilla y zumo de limón, o vinagre, que emplea yemas de huevo como agente emulsionante. Generalmente se sazona con sal y un poco de pimienta blanca o incluso con polvo de cayena. Se trata de una salsa de origen francés cuyo nombre fue dado en homenaje a la victoria de los franceses en la guerra franco-neerlandesa. La salsa holandesa es el ingrediente principal de los huevos Benedict. Es una salsa de un alto grado de dificultad.

## Receta
Se diluyen las yemas de huevo limpias (sin restos de clara) en agua fría. Se bate sobre fuego al baño María, hasta conseguir una crema espesa y espumosa, que llegue a doblar su volumen. Se agrega la mantequilla previamente clarificada y tibia, poco a poco y sin dejar de batir. Después se añade la sal, pimienta y el zumo de un cuarto de limón y se mezcla de forma envolvente. En ocasiones se cree que la salsa holandesa debe tener una consistencia similar a la mayonesa, pero cabe aclarar que esta salsa debe tener consistencia espumosa. Se mantiene al calor de un baño María hasta su utilización por el hecho de ser muy inestable. Ergo, ha de servirse caliente, pues si se deja enfriar se corta.

## Variantes
Existen variantes de la salsa que derivan en otras:
- Sauce maltaise (salsa maltesa) - Saborizada con zumo de naranja en lugar de emplear el zumo de limón (o incluso una mezcla con él). Se suele servir con espárragos en la cocina tradicional francesa.[4]
- Sauce mousselina (salsa muselina) - Se emplea en la salsa holandesa una pequeña cantidad de nata montada para aligerar justo antes de servir.
- Sauce noisette (salsa noisette) - Se le añade mantequilla para mejorar su sabor.
- Salsa Rachel tomando la base de una salsa holandesa se añade mostaza, estragón fresco y trufa negra.
- Salsa moscovita (denominada también salsa de caviar) tomando como base la salsa holandesa se añade caviar
- Salsa Cédard tomando como partida la holandesa se añade la esencia de setas
- Salsa de Dijon a la que se añade mostaza